# わすれもの (グレープのアルバム)
『わすれもの』はフォークデュオ グレープの1974年8月25日発表のデビュー・アルバムである。

## アルバムの概要
「精霊流し」で念願の大ヒットが叶ったことでリリースされた、グレープのデビュー・アルバムである。解説には宮崎康平や建具屋の加藤さんへの謝辞が記されている。「精霊流し」と「雪の朝」のみ楽譜が記されている。
カセットテープ企画「2 for 1」として、次アルバム「せせらぎ」と同時収録でリリースされたこともある(わすれものをA面、せせらぎをB面に収録)。
2005年に再発売された際、「精霊流し」と「雪の朝」のシングル・テイクと「雪の朝」のB面曲でアルバム未収録であった「虹がかかったら」を追加収録している。

## 収録曲

### SIDE 1
1. 精霊流し
1974年4月25日にシングル・リリースされ、大ヒットした作品である。B面は「哀しみの白い影」。ただしシングル盤とは別テイクで、イントロ・アウトロ部分に精霊流しの効果音が入る。
編曲：グレープ
2. もしかしたら君は空を飛ぶんじゃないかな?
編曲：吉田正美
3. 紫陽花の詩
さだの故郷長崎の風景を描いた作品。公式デビュー前に制作されたEP、"GRAPE-1" のA面2曲目に収録されている。グレープがファースト・コンサートを開催するに際して、さだが師と仰ぐ宮崎康平に聴かせたところ、「これは面白い、このような歌は聴いたことがない。」と称賛を得た。宮崎はグレープを長崎新聞に紹介し、彼らのファースト・コンサート開催が新聞記事として掲載されることとなった。
編曲：さだまさし
4. ひとり占い
1974年10月25日発売のシングル盤「追伸」のB面に収録。ギターには、後にさだのバックメンバーとなる石川鷹彦が参加している。あゆ朱美時代の戸田恵子がカヴァーしている。
編曲：木田高介
5. 蝉時雨
デビュー・シングルのB面曲「虹がかかったら」の原曲である。デビュー30周年のNBCホールでのオープニングにも使用された。EP "GRAPE-1" のA面1曲目に収録されている。
編曲：吉田正美
6. 春への幻想
編曲：小野崎孝輔

### SIDE 2
1. 雪の朝
グレープのデビュー曲である。1973年10月25日にシングル・リリース済みの作品。B面は「虹がかかったら」。ただしデビュー・シングルとは別テイク。イントロと間奏にさだのヴァイオリンがフィーチャーされている。EP "GRAPE-1" のB面1曲目に収録されている。
編曲：青木望
2. 魔法使いとフリージア
編曲：吉田正美
3. 告悔
リード・ヴォーカルは吉田正美。
編曲：小野崎孝輔
4. 哀しみの白い影
シングル「精霊流し」のB面曲。
編曲：グレープ
5. しおれた花
編曲：さだまさし
6. あこがれ
チャイコフスキーのピアノ協奏曲第1番の第1楽章序奏部にインスパイアされて書かれた作品。ギターに石川鷹彦が参加している。歌詞の一部に若山牧水の短歌が引用されている。
編曲：木田高介

## 参加したアーティスト
ギター：石川鷹彦、津村泰彦、大川洋、村上光雄、杉本喜代志、岡本和雄
ベース：岡沢章、鈴木淳、森ひろむ、稲葉国光、寺川正興
ドラムス：村上秀一、鈴木次郎、岡山和義、長芝正司
ピアノ、モーグ・シンセサイザー：木田高介、市川秀男
チェンバロ：羽田健太郎
ヴァイオリン：大野忠昭、友田啓明
京琴：山内喜美子
コーラス：ウィルビーズ
ストリングス：多アンサンブル

## 再発盤などの収録内容
初期のカセットテープ(次作「せせらぎ」とのカップリングで発売された2 for 1を含む)では、大幅に曲順を変更して収録している。
1. 精霊流し
2. 哀しみの白い影
3. 蝉時雨
4. 魔法使いとフリージア
5. 告悔
6. あこがれ
7. 雪の朝
8. 紫陽花の詩
9. ひとり占い
10. もしかしたら君は空を飛ぶんじゃないかな?
11. しおれた花
12. 春への幻想

初期CD(1985年・1991年盤)はこのカセット企画と同じ曲順で収録されている。
1997年の再発の際にオリジナルの曲順に差し替えられた。また、初期CDはプリエンファシス処理が施されている。
2005年に再リリースされた際には、デジタルリマスタリングが施され、ボーナストラックも追加収録された。また、歌詞カードにはLPに掲載されていたさだまさし自身による曲解説等を追加している。
収録内容は以下である。
1. 精霊流し
2. もしかしたら君は空を飛ぶんじゃないかな?
3. 紫陽花の詩
4. ひとり占い
5. 蝉時雨
6. 春への幻想
7. 雪の朝
8. 魔法使いとフリージア
9. 告悔
10. 哀しみの白い影
11. しおれた花
12. あこがれ
13. 雪の朝 (シングル・ヴァージョン) <ボーナス・トラック>
14. 虹がかかったら <ボーナス・トラック>
15. 精霊流し (シングル・ヴァージョン) <ボーナス・トラック>